# IOS 8
iOS 8 è l'ottava versione del sistema operativo per dispositivi mobili iOS, sviluppato dalla Apple Inc. e successore di iOS 7. È stato annunciato durante la WWDC il 2 giugno 2014 ed è stato pubblicato il 17 settembre dello stesso anno.
Questo aggiornamento ha portato varie novità, tra cui nuove applicazioni (Salute e Watch), il servizio di streaming musicale Apple Music, CarPlay e altro ancora. Inoltre è stata introdotta la nuova funzionalità chiamata "Continuity", che permette di ultimare un lavoro su più dispositivi in momenti diversi. Anche il multitasking è stato modificato, ora infatti mostra i contatti recenti e quelli preferiti.

## Storia

### Introduzione e primo rilascio
iOS 8 è stato presentato durante la WWDC di Apple il 2 giugno 2014, con la prima beta disponibile subito dopo la presentazione.
È stato pubblicato ufficialmente il 17 settembre 2014.

## Aggiornamenti

### 8.0.1
iOS 8.0.1 è stato pubblicato il 24 settembre 2014, come primo aggiornamento di iOS 8. L'aggiornamento portava alcune correzioni di errori, anche se è stato ritirato a causa di un errore che disabilitava il Touch ID e la rete dati in alcuni modelli. Apple ha consigliato di reinstallare iOS 8 e di aspettare per aggiornare a iOS 8.0.2.

### 8.0.2
iOS 8.0.2 è stato pubblicato il 25 settembre 2014, un giorno dopo iOS 8.0.1, includendo la correzione di errori presenti nella versione precedente.

### 8.1
iOS 8.1 è stato pubblicato il 20 ottobre 2014. L'aggiornamento introduceva Apple Pay per l' iPhone 6 e 6 Plus negli Stati Uniti. Inoltre è stata aggiunta la Libreria foto di iCloud, è stato reintrodotto il Rullino Foto e aggiunta la funzionalità Continuity, che permette di inviare e leggere SMS e MMS dagli iPad e Mac.

### 8.1.1
iOS 8.1.1 è stato pubblicato il 17 novembre 2014, portando la correzione di alcuni bug e miglioramenti per l'iPhone 4S e l'iPad 2.

### 8.1.2
iOS 8.1.2 è stato pubblicato il 9 dicembre 2014, correggendo un problema dove le suonerie comprate attraverso l'iTunes Store venivano rimosse dal dispositivo.

### 8.1.3
iOS 8.1.3 è stato pubblicato il 27 gennaio 2015, correggendo alcuni errori e riducendo lo spazio di archiviazione occupato dal sistema operativo.

### 8.2
iOS 8.2 è stato pubblicato il 9 marzo 2015. L'aggiornamento includeva il supporto all'Apple Watch, attraverso l'aggiunta dell'applicazione Watch sul dispositivo. È stata inoltre aggiunta l'applicazione Salute e sono stati corretti svariati bug.

### 8.3
iOS 8.3 è stato pubblicato l'8 aprile 2015. L'aggiornamento includeva il miglioramento delle emoji, nuove lingue per Siri e il supporto a CarPlay.

### 8.4
iOS 8.4 è stato pubblicato il 30 giugno 2015, introducendo Apple Music.

### 8.4.1
iOS 8.4.1 è stato pubblicato il 13 agosto 2015, correggendo alcuni errori inerenti ad Apple Music.

## Funzionalità di sistema

### Continuity
iOS 8 introduce Continuity, una funzionalità multipiattaforma (Mac, iPhone e iPad) che permette una comunicazione tra i dispositivi. Essa attiva la funzionalità delle chiamate telefoniche sull'iPad e sul Mac, le quali sono effettuate attraverso l'iPhone. Inoltre è stato aggiunto il supporto agli SMS sull'iPad e sul Mac.
Continuity introduce anche una funzionalità chiamata Handoff, che permette di iniziare un lavoro so un dispositivo e continuarlo su un altro, ad esempio la scrittura di un'e-mail sull'iPhone, continuandola sull'iPad, per poi essere spedita dal Mac.

### Spotlight
iOS 8 introduce i Suggerimenti Spotlight, una nuova funzionalità che integra vari siti web e servizi per mostrare risultati di ricerca più dettagliati, inclusi articoli di Wikipedia, notiziari locali, accesso rapido alle applicazioni installate, contenuti di iTunes e altro ancora. I Suggerimenti Spotlight sono disponibili sia nella barra di ricerca Spotlight che su quella di Safari.

### Notifiche
Il Centro Notifiche è stato ridisegnato, integrando i widget. Le applicazioni di terze parti ora possono infatti aggiungere il supporto ai widget, che permettono all'utente di visualizzare informazioni nel Centro Notifiche senza dover aprire la rispettiva applicazione. È possibile aggiungere, riordinare o rimuovere qualsiasi widget ed è possibile rispondere alle notifiche direttamente dal Centro Notifiche.

### Tastiera
iOS 8 aggiunge QuickType, una nuova funzionalità di scrittura predittiva presente nella tastiera, che mostra varie parole predette mentre l'utente digita.
Apple ora permette agli sviluppatori di creare tastiere di terze parti.

### In famiglia
iOS 8 introduce In famiglia, una nuova funzionalità che permette di registrare fino a 6 persone in un unico account iTunes, tutti collegati tra di loro e un account diventa l'amministratore. Gli acquisti effettuati su un account possono essere condivisi con altri membri della famiglia. L'amministratore è in grado di autorizzare l'acquisto di un'applicazione sull'App Store, iTunes Store o iBooks Store.

### Multitasking
Ora la schermata di multitasking mostra una lista dei contatti preferiti o quelli contattati di recente. Questa funzionalità può essere disattivata attraverso le Impostazioni del dispositivo.

### Altro
Ora Siri include il supporto a Shazam. Ora, chiedendo a Siri "Che canzone è?" verrà identificato il brano.

## Funzionalità delle applicazioni

### Foto e Fotocamera

#### Fotocamera
L'applicazione Fotocamera introduce due funzionalità: il time-lapse e il timer per l'autoscatto. La registrazione time-lapse è una tecnica cinematografica nella quale la frequenza di cattura di ogni fotogramma è molto inferiore a quella di riproduzione. Il timer dell'autoscatto offre all'utente un conto alla rovescia di 3 o 10 secondi prima di scattare automaticamente la foto.

#### Libreria foto iCloud
iOS 8 introduce la Libreria foto iCloud nell'applicazione Foto, offrendo la possibilità di sincronizzare le foto tra tutti i dispositivi. Le foto e i video vengono copiati e salvati in iCloud, offrendo la possibilità di mantenere nella libreria solo una versione a minore risoluzione, salvando spazio nel dispositivo.

#### Ricerca
L'applicazione Foto incorpora ora una ricerca migliorata, basate sul periodo di scatto o sul luogo.

#### Modifica
Ora è possibile modificare la luminosità, il contrasto, l'esposizione e le ombre di una foto. È inoltre possibile nascondere una foto senza cancellarla.

#### Rullino foto
Nella prima versione di iOS 8, Apple ha rimosso il Rullino foto dall'applicazione Foto. Esso permetteva di visualizzare tutte le foto presenti sul dispositivo in ordine cronologico, ma è stato rimpiazzato con Aggiunte di recente.
Questa funzionalità è però stata reintrodotta con l'aggiornamento a iOS 8.1.

### Messaggi
In iOS 8, l'applicazioni Messaggi introduce la possibilità di creare gruppi con più utenti.

### Safari
Ora, gli sviluppatori sono in grado di aggiungere il supporto al portachiavi di Safari, che permette di salvare le credenziali delle applicazioni. Ora il browser supporta le API WebGL.

### iCloud Drive
iCloud Drive è un'applicazione che gestisce l'omonimo servizio di hosting, il quale permette di salvare ogni tipo di file attraverso l'applicazione, sincronizzandoli tra tutti i dispositivi.

### Salute
HealthKit è un servizio che permette agli sviluppatori di creare applicazioni che si integrano con la nuova applicazione Salute. Essa raduna tutti i dati prelevati dalle applicazioni presenti sul dispositivo. È inoltre possibile creare una cartella clinica dell'utente, accessibile dalla Schermata di blocco in caso di emergenza.

### HomeKit
HomeKit è un framework, introdotto con iOS 8, che permette di configurare l'iPhone, in modo tale da controllare vari dispositivi domotici. È possibile controllare i dispositivi anche attraverso Siri.

### Passbook
L'applicazione Passbook è stata aggiornata, introducendo il supporto ad Apple Pay.

### Musica
Con iOS 8.4 è stato aggiunto il nuovo servizio di streaming musicale di casa Apple, Apple Music. Esso permette di abbonarsi per ascoltare e scaricare un numero illimitato di brani. Inoltre, l'applicazione Musica è stata ridisegnata per far fronte al nuovo servizio, aggiungendo la stazione radio in onda 24/7, Beats 1.

### Meteo
L'applicazione Meteo ora utilizza i dati di The Weather Channel al posto di Yahoo!. Essa riceve anche delle leggere modifiche nell'interfaccia grafica.

### Suggerimenti
iOS 8 aggiunge una nuova applicazione chiamata Suggerimenti, che mostra settimanalmente suggerimenti e informazioni riguardanti alcune funzionalità di iOS.

## Dispositivi supportati
██ iOS 8 (87%)
██ iOS 7 (11%)
██ Precedenti (2%)

### iPhone
- iPhone 4S
- iPhone 5
- iPhone 5c
- iPhone 5s
- iPhone 6
- iPhone 6 Plus

### iPod
- iPod touch (quinta generazione)
- iPod touch (sesta generazione)

### iPad
- iPad 2
- iPad (terza generazione)
- iPad (quarta generazione)
- iPad Air
- iPad Air 2
- iPad mini
- iPad mini 2
- iPad mini 3

## Changelog ufficiale
Di seguito è riportato il changelog ufficiale di ogni versione:

### iOS 8.0
- Introduzione delle notifiche a risposta rapida
- Miglioramenti per l'app Messaggi, possibilità di registrare memo vocali, video e foto.
- Migliorie per l'app Immagini
- Dalla Beta 2, Podcast e iBooks come apps di default
- Introdotto Family Sharing
- Integrazione di QuickType
- Integrazione di Continuity
- Introduzione di Salute
- Integrazione di iCloud Drive
- Aggiornamento per Spotlight
- Introdotto Suggerimenti
- Ridisegnato il Centro Di Controllo e quello di Notifiche
- Introduzione Metal

### iOS 8.0.1
- Correzione di un errore che ora consente alle app di HealthKit di essere rese disponibili su App Store
- Risoluzione di un problema per il quale le tastiere di terze parti potevano venire deselezionate all'inserimento da parte dell'utente del codice
- Risoluzione di un problema che impediva ad alcune app di accedere alle foto dalla libreria foto
- Affidabilità migliorata per la funzionalità "Accesso facilitato" su iPhone 6 e iPhone 6 Plus
- Risoluzione di un problema che poteva causare un utilizzo inatteso dei dati cellulare alla ricezione di messaggi SMS o MMS
- Supporto migliorato per "Chiedi di acquistare" con "In famiglia" per gli acquisti in-app
- Risoluzione di un problema per il quale a volte le suonerie non venivano ripristinate dai backup di iCloud
- Correzione di un errore che impediva l'upload di foto e video da Safari

### iOS 8.0.2[36]
- Risolti i problemi di iOS 8.0.1 che causavano errori di connessione alla rete cellulare ed al Touch ID
- Correzione di un errore che ora consente alle app di HealthKit di essere rese disponibili su App Store
- Risoluzione di un problema per il quale le tastiere di terze parti potevano venire deselezionate all'inserimento da parte dell'utente del codice
- Risoluzione di un problema che impediva ad alcune app di accedere alle foto dalla libreria foto
- Affidabilità migliorata per la funzionalità "Accesso facilitato" su iPhone 6 e iPhone 6 Plus
- Risoluzione di un problema che poteva causare un utilizzo inatteso dei dati cellulare alla ricezione di messaggi SMS o MMS
- Supporto migliorato per "Chiedi di acquistare" con "In famiglia" per gli acquisti in-app
- Risoluzione di un problema per il quale a volte le suonerie non venivano ripristinate dai backup di iCloud
- Correzione di un errore che impediva l'upload di foto e video da Safari

### iOS 8.1[37]
- Foto include nuove funzionalità, miglioramenti e correzioni
  - Aggiunta della versione beta del servizio Libreria foto di iCloud
  - Inclusione dell'album "Rullino foto" nell'app Foto e dell'album "Il mio streaming foto" quando Libreria foto di iCloud non è abilitata
  - Invio di avvisi quando lo spazio libero non è sufficiente prima di realizzare video in time-lapse
- Messaggi include nuove funzionalità, miglioramenti e correzioni
  - Possibilità per gli utenti iPhone di inviare e ricevere messaggi SMS e MMS da iPad e dal Mac
  - Risoluzione di un problema per cui la ricerca a volte non mostrava nessun risultato
  - Correzione di un errore per cui i messaggi già letti non venivano contrassegnati come tali
  - Correzione di problemi con i messaggi di gruppo
- Risoluzione di problemi relativi alle prestazioni Wi-Fi che potevano verificarsi durante la connessione con alcune basi
- Correzione di un problema che poteva impedire la connessione ai dispositivi vivavoce Bluetooth
- Correzione di errori che potevano impedire allo schermo di ruotare correttamente
- Aggiunta di un'opzione che permette di selezionare le reti 2G, 3G o LTE per i dati cellulare
- Correzione di un problema in Safari che a volte non consentiva la riproduzione di video
- Aggiunta del supporto AirDrop per i biglietti di Passbook
- Introduzione di un'opzione, indipendente da Siri, che abilita Dettatura nelle impostazioni Tastiere
- Possibilità per le app di HealthKit di accedere ai dati in background
- Miglioramenti e correzioni ad Accessibilità
  - Correzione di un problema che impediva il corretto funzionamento di Accesso Guidato
  - Correzione di un errore che impediva il funzionamento di VoiceOver con tastiere di terze parti
  - Miglioramento della stabilità e della qualità audio durante l'utilizzo di apparecchi acustici MFi con iPhone 6 e iPhone 6 Plus
  - Correzione di un problema relativo a VoiceOver per cui la composizione si bloccava su un tono fino alla composizione di un nuovo numero
  - Miglioramento dell'affidabilità durante l'utilizzo di scrittura, tastiere Bluetooth e display Braille con VoiceOver
- Correzione di un problema che impediva l'utilizzo dei server di cache OS X per gli aggiornamenti di iOS

### iOS 8.1.1[37]
- Questa release include correzioni di errori, maggiore stabilità e miglioramenti alle prestazioni di iPad 2 e iPhone 4s

### iOS 8.1.2[37]
- Questa versione include correzioni di errori e risolve un problema per cui le suonerie acquistate su iTunes Store potrebbero essere state rimosse da alcuni dispositivi

### iOS 8.1.3[37]
- Riduzione della quantità di spazio di archiviazione richiesta per effettuare un aggiornamento software
- Correzione di un problema che impediva ad alcuni utenti di inserire la password dell'ID Apple per Messaggi e FaceTime
- Risoluzione di un problema a causa del quale Spotlight interrompeva la visualizzazione dei risultati per le app
- Correzione di un problema che impediva ai gesti multitasking di funzionare su iPad
- Aggiunta di nuove opzioni di configurazione per le prove standardizzate di apprendimento

### iOS 8.2[38]
Supporto per Apple Watch
- Nuova app Apple Watch che consente di eseguire l'abbinamento e la sincronizzazione con iPhone e di personalizzare le impostazioni dell'orologio
- Nuova app Attività per visualizzare i dati sull'attività fisica e gli obbiettivi raggiunti con Apple Watch; appare quando viene abbinato Apple Watch
- Disponibile su iPhone 5 e modelli successivi

Miglioramenti all'app Salute
- Aggiunta della possibilità di selezionare l'unità di misura per distanza, temperatura corporea, altezza, peso e glicemia
- Stabilità migliorata durante la gestione di grandi quantità di dati
- Introduzione della possibilità di aggiungere e visualizzare le sessioni di allenamento da app di terze parti
- Risoluzione di un problema che poteva impedire agli utenti di aggiungere una foto nella cartella clinica
- Correzione delle unità per vitamine e minerali
- Correzione di un problema a causa del quale i dati di Salute non venivano aggiornati dopo aver modificato l'ordine della fonte dei dati
- Correzione di un problema a causa del quale alcuni grafici non visualizzavano alcun valore per i dati
- Aggiunta di un'impostazione della privacy che consente di disattivare il monitoraggio di passi e distanza percorsi e dei gradini saliti e scesi

Miglioramenti alla stabilità
- Miglioramento della stabilità di Mail
- Miglioramento della stabilità di Flyover in Mappe
- Miglioramento della stabilità di Musica
- Miglioramento dell'affidabilità di VoiceOver
- Miglioramento della connettività con gli apparecchi acustici Made for iPhone

Correzione di errori
- Correzione di un problema in Mappe che impediva la navigazione verso alcune posizioni preferite
- Risoluzione di un problema a causa del quale l'ultima parola in un messaggio di risposta rapida non veniva corretta automaticamente
- Correzione di un problema per il quale i contenuti duplicati acquistati su iTunes potevano impedire il completamento del ripristino di iCloud
- Risoluzione di un problema per il quale alcuni contenuti musicali o playlist non venivano sincronizzati da iTunes all'app Musica
- Correzione di un problema per il quale gli audiolibri eliminati potevano rimanere sul dispositivo
- Risoluzione di un problema che poteva impedire all'audio delle chiamate di essere indirizzato agli altoparlanti dell'auto durante l'utilizzo di Siri in modalità "Eyes Free"
- Correzione di un problema con le chiamate Bluetooth per il quale l'audio non si sentiva fino a quando non si rispondeva alla chiamata
- Correzione di un problema con il fuso orario a causa del quale gli eventi di Calendario venivano visualizzati con il fuso orario GMT
- Risoluzione di un problema a causa del quale alcuni eventi con ricorrenza personalizzata venivano eliminati dai calendari Exchange
- Correzione di un errore di certificato che impediva la configurazione di un account Exchange che utilizza un gateway di terze parti
- Correzione di un problema a causa del quale gli appunti di riunione Exchange di un organizzatore potevano essere sovrascritti
- Risoluzione di un problema che impediva ad alcuni eventi di Calendario di visualizzare automaticamente lo stato "Occupato" dopo aver accettato un invito

### iOS 8.3[39]
Prestazioni migliorate per:
- Avvio delle app
- Reattività delle app
- Messaggi
- Wi-Fi
- Centro di Controllo
- Pannelli di Safari
- Tastiere di terze parti
- Abbreviazioni da tastiera
- Tastiera per cinese semplificato

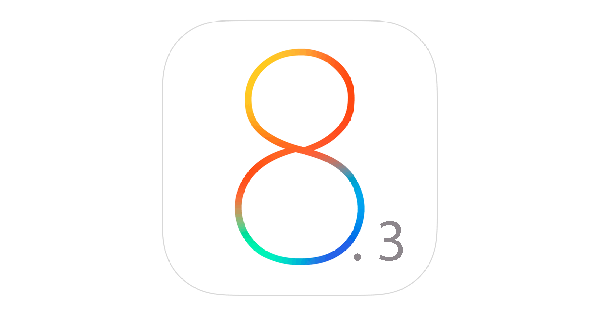
Logo di iOS 8.3

Risoluzioni di problemi di Wi-Fi e Bluetooth:
- Risolto un problema che poteva causare la continua richiesta delle credenziali di accesso
- Risolto un problema per il quale alcuni dispositivi si disconnettevano in maniera intermittente dalle reti Wi-Fi
- Risolto un problema per il quale le chiamate in viva voce potevano disconnettersi
- Risolto un problema per il quale la riproduzione audio poteva smettere di funzionare con alcuni altoparlanti Bluetooth

Risoluzioni di problemi di orientamento e rotazione:
- Risolto un problema che a volte impediva di tornare all'orientamento verticale dopo essere passati a quello orizzontale
- Migliorati i problemi di prestazioni e stabilità che si verificavano nella rotazione dall'orientamento verticale a quello orizzontale
- Risolto un problema per il quale l'orientamento del dispositivo appariva capovolto dopo aver estratto iPhone 6 Plus dalla tasca
- Risolto un problema che a volte impediva alle app di ruotare nella posizione corretta dopo essere passati da un'app all'altra in multitasking

Risoluzioni di problemi di Messaggi:
- Risolti i problemi che a volte causavano la divisione dei messaggi di gruppo
- Risolto un problema che a volte rimuoveva la possibilità di inoltrare o eliminare singoli messaggi
- Risolto un problema che a volte impediva la visualizzazione di un'anteprima scattando una foto in Messaggi
- Aggiunta la possibilità di segnalare i messaggi come indesiderati direttamente dall'app Messaggi
- Aggiunta la possibilità di filtrare gli iMessage che non sono stati inviati dai propri contatti

Risoluzioni di problemi di "In famiglia":
- Risolto un problema per il quale alcune app non si avviavano o aggiornavano sui dispositivi dei membri della famiglia
- Risolto un problema che impediva ai membri della famiglia di scaricare alcune app gratuite
- Aumentata l'affidabilità delle notifiche per la richiesta di acquisto

Risoluzioni di problemi di CarPlay:
- Risolto un problema per il quale Mappe poteva apparire come uno schermo nero
- Risolto un problema per il quale la rotazione dell'interfaccia poteva essere errata
- Risolto un problema per il quale la tastiera poteva apparire sullo schermo di CarPlay quando non avrebbe dovuto

Risoluzioni di problemi di funzionalità per aziende:
- Migliorata l'affidabilità dell'installazione e dell'aggiornamento delle app aziendali
- Corretto il fuso orario degli eventi di calendario creati in IBM Notes
- Risolto un problema per il quale le icone dei clip web potevano apparire generiche dopo il riavvio
- Migliorata l'affidabilità del salvataggio della password per i proxy web
- I messaggi di avviso per assenza di Exchange possono ora essere modificati separatamente per le risposte esterne
- Migliorato il recupero degli account Exchange da problemi momentanei di connessione
- Migliorata la compatibilità di soluzioni VPN e proxy web
- Consentito l'utilizzo di tastiere fisiche per l'accesso alle schermate web di Safari, come quelle per l'accesso a una rete Wi-Fi pubblica
- Risolto un problema per il quale le riunioni di Exchange con note lunghe venivano tagliate

Risoluzioni di problemi di accessibilità:
- Risolto un problema per il quale l'utilizzo del pulsante Indietro in Safari causava la mancata risposta dei gesti di VoiceOver
- Risolto un problema per il quale la messa a fuoco di VoiceOver poteva diventare inaffidabile nelle bozze dei messaggi di Mail
- Risolto un problema per il quale l'input del monitor Braille non poteva essere utilizzato per inserire testo nei moduli sulle pagine web
- Risolto un problema per il quale veniva riprodotto un avviso di disattivazione della navigazione veloce quando questa veniva attivata su un monitor Braille
- Risolto un problema che impediva di spostare le icone delle app sulla schermata Home quando VoiceOver è attivo
- Risolto un problema di "Pronuncia schermata" che impediva il riavvio della voce dopo una pausa

Altri miglioramenti e risoluzioni di problemi:
- Tastiera Emoji ridisegnata con più di 300 nuovi caratteri
- La libreria Foto iCloud è stata ottimizzata per il funzionamento con la nuova app Foto su OS X 10.10.3 e non è più in versione beta
- Migliorata la pronuncia dei nomi delle strade durante la navigazione passo a passo in Mappe
- Incluso il supporto per i monitor Braille Baum VarioUltra 20 e VarioUltra 40
- Migliorata la visualizzazione dei risultati di Spotlight quando la riduzione della trasparenza è attivata
- Aggiunte le opzioni di formattazione Corsivo e Sottolineato per la tastiera orizzontale di iPhone 6 Plus
- Aggiunta la possibilità di rimuovere gli indirizzi di spedizione e di fatturazione utilizzati con Apple Pay
- Aggiunto il supporto per altre lingue e paesi in Siri: inglese (India, Nuova Zelanda), danese (Danimarca), olandese (Paesi Bassi), portoghese (Brasile), russo (Russia), svedese (Svezia), thailandese (Thailandia), turco (Turchia)
- Aggiunte altre lingue per la dettatura: arabo (Arabia Saudita, Emirati Arabi Uniti) ed ebraico (Israele)
- Migliorata la stabilità per Telefono, Mail, connettività Bluetooth, Foto, pannelli di Safari, Impostazioni, Meteo e playlist Genius in Musica
- Risolto un problema per il quale "Scorri per sbloccare" poteva non funzionare su alcuni dispositivi
- Risolto un problema che a volte impediva il funzionamento dello scorrimento per rispondere a una chiamata da "Blocco schermo"
- Risolto un problema che impediva l'apertura dei link nei PDF in Safari
- Risolto un problema per il quale "Cancella dati siti web e cronologia" in Safari non cancellava tutti i dati
- Risolto un problema che impediva la correzione automatica di "FYI"
- Risolto un problema per il quale le predizioni contestuali non apparivano nella risposta rapida
- Risolto un problema per il quale Mappe non entrava in modalità notturna dalla modalità ibrida
- Risolto un problema che impediva l'avvio di chiamate FaceTime da un browser o da app di terze parti tramite URL di FaceTime
- Risolto un problema che a volte impediva la corretta esportazione delle foto nelle cartelle DCIM in Windows
- Risolto un problema che a volte impediva il completamento del backup di iPad con iTunes
- Risolto un problema che poteva causare il blocco del download dei podcast passando dalla rete Wi-Fi a quella cellulare
- Risolto un problema per il quale il tempo rimanente del conto alla rovescia a volte veniva visualizzato incorrettamente come 00:00 in "Blocco schermo"
- Risolto un problema che a volte impediva la regolazione del volume delle chiamate
- Risolto un problema che a volte causava la visualizzazione della barra di stato quando non avrebbe dovuto essere visibile

### iOS 8.4[40]
Apple Music
- - Abbonati ad Apple Music per ascoltare milioni di brani dal catalogo Apple Music o salvali offline per riprodurli in seguito
  - Visualizza album e playlist consigliati, scelti per te da esperti del settore
  - Trova le ultime uscite e i successi più recenti consigliati dalla redazione Apple
  - Radio: ascolta musica, interviste e programmi radiofonici esclusivi su Beats 1, segui le stazioni pensate dalla redazione o crea la tua radio in base a un brano o a un artista
  - Connect: segui i tuoi musicisti preferiti, leggi cosa scrivono, guarda le foto, i video, ascolta la musica che condividono e mettiti in contatto con loro
  - La mia musica: riproduci i tuoi acquisti iTunes, i brani di Apple Music e le playlist
  - Il lettore musicale è stato completamente ridisegnato e include nuove funzionalità tra cui le opzioni "Aggiunti di recente", "In coda", il nuovo mini player e molto altro ancora
  - iTunes Store: il modo migliore per acquistare la tua musica preferita, un solo brano o l'intero album

Miglioramenti e correzioni di errori per iBooks
- - Sfoglia, ascolta e scarica audiolibri direttamente da iBooks
  - Nuova funzionalità di riproduzione pensata per gli audiolibri
  - Consulta i titoli creati appositamente per iBooks su iPhone oltre che su iPad
  - Trova e prenota in anteprima i libri di una serie direttamente dalla tua libreria
  - Resi più accessibili i widget, i glossari e la navigazione per opere create con iBooks Author
  - Introduce un nuovo font di default per il cinese
  - Introduce una nuova impostazione che permette di disattivare il tema notturno automatico nella tua libreria
  - Risolve un problema che poteva impedire all'opzione "Nascondi acquisti" di funzionare correttamente
  - Risolve un problema che poteva impedire il download di libri da iCloud

Correzione di errori
- - Risolve un problema che provocava il riavvio del dispositivo alla ricezione di una serie specifica di caratteri Unicode
  - Risolve un problema che impediva agli accessori GPS di fornire i dati relativi alla posizione
  - Risolve un problema per il quale le app per Apple Watch eliminate venivano reinstallate nuovamente

### iOS 8.4.1[40]
- Risolve i problemi che potrebbero impedire l'attivazione di iCloud Music Library
- Risolve un problema in seguito al quale la musica aggiunta viene nascosta, in quanto Apple Music è stato impostato solo per visualizzare la musica offline
- Fornisce un modo per aggiungere brani a una nuova playlist se non sono presenti playlist tra cui scegliere
- Risolve un problema che potrebbe mostrare oggetti grafici diversi per un album o un altro dispositivo
- Risolve diversi problemi per gli artisti durante la pubblicazione su Connect
- Risolve un problema in seguito al quale toccando Love mentre si ascolta Beats 1 non viene prodotto l'effetto previsto